# عامل الدوران غير المركزي

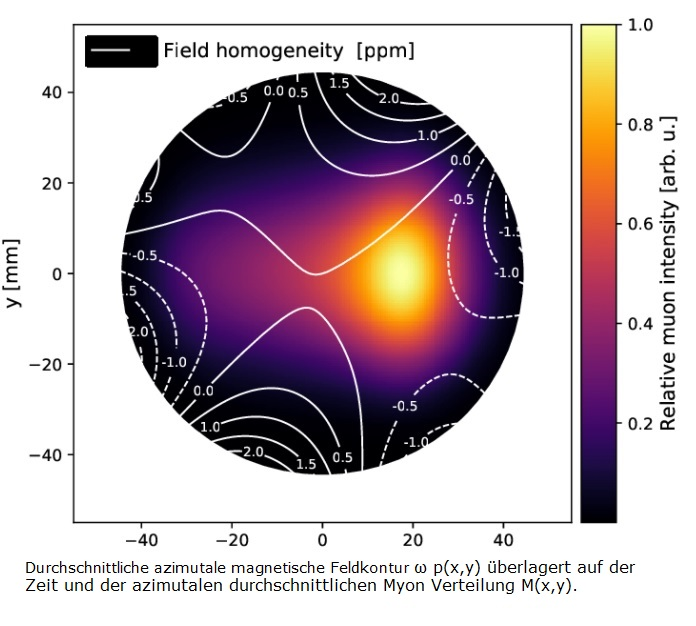
تمثيل اللحظة المغناطيسية الشاذة للميون

عامل الدوران غير المركزي كمية بلا أبعاد تخص العزم المغناطيسي والزخم الزاوي للذرة أو الجسيم أو النواة. وهو أساسا ثابت التناسب الذي ينسب العزم المغناطيسي المرصود لجسيم ما إلى العدد الكمي للزخم الزاوي ووحدة للعزم المغناطيسي.